# Peppermint Grove Shire
Koordinaten: 32° 0′ S, 115° 46′ O

Das Shire of Peppermint Grove ist ein lokales Verwaltungsgebiet (LGA) im australischen Bundesstaat Western Australia. Peppermint Grove gehört zur Metropole Perth, der Hauptstadt von Western Australia. Das Gebiet hat etwa 16500 Einwohner (2016) und ist mit einer Fläche von 1,1 Quadratkilometern die kleinste LGA Australiens.
Peppermint Grove liegt am Nordufer des Swan River nahe der Mündung und etwa zehn Kilometer südwestlich des Stadtzentrums von Perth. Die LGA besteht nur aus dem gleichnamigen Stadtteil.

## Verwaltung
Der Peppermint Grove Council hat sieben Mitglieder. Sie werden von allen Bewohnern der LGA gewählt. Peppermint Grove ist nicht in Bezirke unterteilt. Aus dem Kreis der Councillor rekrutiert sich auch der Ratsvorsitzende und President des Shires.